# Tuatha De Danann (comics)
Les Tuatha De Danann constituent un panthéon dans l'Univers Marvel. Ce panthéon est apparu pour la première fois dans Thor #386, en 1986.
Proches des Asgardiens, ils sont bien sûr basés sur la mythologie celtique. 

## Biographie du groupe
Peuple issu d'une autre dimension, les Tuatha de Dana, ou Danaans, sont les descendants de la déesse Danu, des Dieux Anciens. Ils vivent sur Avalon, un monde très proche d'Asgard et d'Olympus.
Avalon est lié à la Terre-616 par un portail mystique, sur la Colline de Tara en Irlande. D'autres passages existent toujours.
Les Tuatha sont les ennemis des Fomor, une autre race habitant Avalon.

## Pouvoirs et capacités
- À l'instar des Olympiens et des Asgardiens, les dieux Celtes possèdent une longévité incroyable. Ils ne sont toutefois pas immortels.
- Leur peau et leur os sont trois fois plus dense que ceux d'un être humain., ce qui leur donne une force et une endurance surhumaines.
- Les Tuatha ont certaines abilités pour puiser dans les réserves d'énergie élémentales ou cosmiques, qu'ils utilisent pour leur magie celtique.

### Membres
- Angus, dieu de la jeunesse et de la beauté, fils de Dagda et Boann
- Anpao, dieu de la mort, roi du monde souterrain d'Annwyn. Frère de Cernunnos et Arawn.
- Arawn, dieu de la mort.
- Arianhod
- Badb, déesse guerrière, fille de Dagda et Morrigan.
- Boann, déesse des rivières, sœur de Morrigan.
- Bodb le Cornu, dieu de la guerre, fils de Dagda et Morrigan
- Brigit, déesse de la sagesse, fille de Dagda et Morrigan
- Caber, dieu des bardes
- Cernunnos, dieu de la chasse à tête de cerf
- Crom, dieu de l'acier et du combat
- Dagda, dieu de la magie et plus puissant des Tuatha
- Dian Cecht le Guérisseur
- Leir, dieu de la foudre, armé d'une lance magique (équivalent de Thor)
- Lud et Ludi
- Lug, dieu du soleil
- Macha, déesse de la guerre, brutale et sadique
- Midir, dieu de la mort, fils de Dagda et Morrigan
- Morrigan, déesse mère, plus ou moins maléfique.
- Nemain, déesse de la colère et de la peur
- Niamh la Dame du Lac
- Nuadha la Main d'Argent, chef du panthéon celtique.
- Oghma, dieu du travail, fils de Dagda et Morrigan.
- Rhiannon, déesse des chevaux, fille de Dagda et Morrigan.
- Scathach
- Taranis, dieu de l'orage
- Fuamach la patronne des mariages, et Cuchulain, les demi-dieux